# Blind Dates
Ne doit pas être confondu avec Blind date.
Pour plus de détails, voir Fiche technique et Distribution.
Blind Dates (en géorgien : შემთხვევითი პაემნები Shemtkhveviti paemnebi) est un film dramatique géorgien réalisé par Levan Koguashvili (en) en 2013. Il a été projeté dans la section Contemporary World Cinema du Festival international du film de Toronto 2013.

## Synopsis
Les difficultés d'un quadragénaire, Sandro, à trouver une femme.

## Fiche technique
- Titre : Blind Dates (შემთხვევითი პაემნები Shemtkhveviti paemnebi)
  - Titre alternatif : Brma paemnebi
- Réalisateur : Levan Koguashvili
- Scénariste : Boris Frumin
- Photographie : Tato Kotetishvili
- Durée : 95 minutes
- Langue: géorgien
- Date de sortie :
  - 6 septembre 2013 au Festival international du film de Toronto
  - 2 décembre 2013 en  Géorgie

## Distribution
- Andro Sakvarelidze - Sandro
- Archil Kikodze (ka) - Iva
- Ia Sukhitashvili - Manana
- Vakho Chachanidze - Tengo
- Kakhi Kavsadze - Le père de Sandro
- Marina Kartsivadze - La mère de Sandro
- Marika Antadze - Lali
- Sophie Gvritishvili - Natia
- Jano Izoria
- Marleen Egutia
- Sophie Shakarishvili

## Récompenses
- Special Jury Award au Festival du film d'Abu Dhabi en 2013 dans la section New Horizons.
- Best Feature Film au Festival du film de Zagreb (en) en 2014.

## Source de la traduction
- (en) Cet article est partiellement ou en totalité issu de l’article de Wikipédia en anglais intitulé « Blind Dates » (voir la liste des auteurs).